# 奥考苏
奥考苏是巴西圣保罗州的一个市镇。总面积300.276平方公里，总人口4055人，人口密度13.5人/平方公里。